# Paula Riede
Paula Riede (* 19. Dezember 1923 in Schömberg; † 16. Oktober 2012 in Fellbach-Oeffingen) war eine deutsche Politikerin  der CDU.

## Leben
Nach dem Abitur studierte sie in Tübingen. In ihrer Promotion schrieb sie über den Weinbau im Gebiet östlich des unteren Neckars zwischen Marbach und Gundelsheim. Danach arbeitete sie im Weinbau, beschäftigte sich mit Rebenzüchtung und mit der Weinchemie. Sie wurde in dieser Zeit auch Mitglied der Weinprüfungskommission.

## Politik
1964 trat sie in die CDU ein. Sie wurde Vorsitzende der CDU-Bezirksfrauenvereinigung Nordwürttemberg und Mitglied im Landes- und Bundesvorstand der CDU-Frauenvereinigung. Von 1968 bis 1975 gehörte sie dem Gemeinderat von Oeffingen bzw. nach dessen Eingemeindung dem Gemeinderat der Stadt Fellbach an. 1971 in den Kreistag des Rems-Murr-Kreises gewählt. Von 1972 bis 1976 und erneut von 1977 bis 1980 war sie Mitglied des Deutschen Bundestages. Sie gehörte dem Petitionsausschuss aus.
Bei der Verleihung des Bundesverdienstkreuzes 1. Klasse 1983 durch den Parlamentspräsident Rainer Barzel, nannte dieser sie „die Notrufsäule der Nation“. Sie war zudem Trägerin der Verdienstmedaille des Landes Baden-Württemberg und seit 2004 der Ehrenmedaille der Stadt Fellbach.